# Projekt 949 Granit
Projekt 949 Granit (NATO-rapporteringsnamn Oscar I-klass) är en klass av robotbestyckade ubåtar utvecklade av Sovjetunionen under det kalla kriget.
Klassen är bestyckad med 24 kryssningsrobotar av typen P-700 Granit samt 533 mm och 655 mm torpeder. Eftersom robotbeväpningen hade en sådan lång räckvidd hade ubåtarna själva ingen möjlighet att upptäcka målen på sådana långa avstånd. Med hjälp av satellitlänken Kasatka-B (svala, NATO-rapporteringsnamn: Punch Bowl) kunde detaljerad målinformation tas emot genom direkt dataöverföring från satelliter av typen US-A och US-P.
Endast två ubåtar, K-525 Arkhangelsk och K-206 Murmansk, byggdes innan produktionen ställdes om till den förbättrade varianten Projekt 949A Antej. 

## Fartyg

### K-525Arkhangelsk
Påbörjad: 25 juli 1975, Sjösatt: 3 maj 1980, Tagen i tjänst: 30 december 1980, Avrustad: 1996, Skrotad: 2004

K-525 kölsträcktes den 25 juli 1975 och sjösattes den 3 maj 1980. Togs i tjänst i Norra flottan den 30 december 1980.

### K-206Minskiy Komsomolets
Påbörjad: 22 april 1979, Sjösatt: 10 december 1982, Tagen i tjänst: 30 november 1983, Avrustad: 1996, Skrotad: 2004

K-206 Minskiy Komsomolets kölsträcktes den 22 april 1979 och sjösattes den 10 december 1982. Togs i tjänst i Norra flottan den 30 november 1983. Bytte namn till K-206 Murmansk efter Sovjetunionens fall.